# وانیا مارسال
وانیا مارسال (پرتغالی: Wanya Marçal؛ زادهٔ ۱۹ اکتبر ۲۰۰۲) بازیکن فوتبال آنگولایی‌تبار اهل پرتغال-انگلستان است.
وی همچنین در تیم ملی فوتبال زیر ۲۰ سال پرتغال بازی کرده‌است.